# Landolt-Börnstein
Landolt-Börnstein ist die Kurzbezeichnung für das Landolt-Börnstein-Tabellenwerk Zahlenwerte und Funktionen aus Physik, Chemie, Astronomie, Geophysik und Technik.

## Geschichte
Die erste Auflage wurde 1883 von Hans Heinrich Landolt (1831–1910) und Richard Börnstein (1852–1913) als einbändiges Handbuch mit 280 Seiten herausgebracht. Die 6. Auflage (1951–1976) umfasste 15 Bände. Ab 1961 wurde die Neue Serie herausgegeben, die im Jahr 2008 bereits mehr als 350 Bände umfasste.
Das Nachschlagewerk erscheint im Verlag Springer Science+Business Media seit 2010 als erweiterte Datenbank unter der Bezeichnung SpringerMaterials online und stellt die „weltweit größte Quelle für Daten aus Physik, Chemie und Materialwissenschaften“ dar.

## Inhalte

### Sektionen
Der „Landolt-Börnstein“ ist in vier Sektionen unterteilt:
- Atom- und Molekularphysik
- Eigenschaften der Materie in ihren Aggregatzuständen
- Astronomie und Geophysik
- Technik

### Neue Serie ab 1961
1961 begann die Herausgabe des ähnlich ausgerichteten Werkes Zahlenwerte und Funktionen aus Naturwissenschaft und Technik. Neue Serie, unterteilt in die Sektionen:
- Substance and keyword indices
- Units and Fundamental Constants
- Kernphysik und Kerntechnik
- Atom- und Molekularphysik
- Kristall- und Festkörperphysik
- Makroskopische und technische Eigenschaften der Materie
- Geophysik und Weltraumforschung
- Astronomie, Astrophysik (ab 1965 herausgegeben von Hans-Heinrich Voigt)
- Biophysik
- Advanced Materials and Technologies (founded in 2002)

### Ab 2010
Der aktuelle Ausgabe erfolgt als erweiterte Online-Datenbank unter der Bezeichnung SpringerMaterials.

### Teilchenphysik
Themen zur Teilchenphysik wurden als neue, eigenständige Serie herausgegeben:
- Herwig Schopper (Hrsg.): Particle Physics Reference Library: Volume 1: Theory and Experiments. Springer International Publishing, Cham 2020, ISBN 978-3-03038206-3, doi:10.1007/978-3-030-38207-0.

- Christian W. Fabjan, Herwig Schopper (Hrsg.): Particle Physics Reference Library: Volume 2: Detectors for Particles and Radiation. Springer International Publishing, Cham 2020, ISBN 978-3-03035317-9, doi:10.1007/978-3-030-35318-6.
- Stephen Myers, Herwig Schopper (Hrsg.): Particle Physics Reference Library: Volume 3: Accelerators and Colliders. Springer International Publishing, Cham 2020, ISBN 978-3-03034244-9, doi:10.1007/978-3-030-34245-6.